# Mariano Narodowski
Mariano Narodowski (Buenos Aires, 10 de mayo de 1961) es un académico, docente, pedagogo e investigador argentino. Publicó artículos y libros entre los que se encuentra Infancia y poder. La conformación de la pedagogía moderna 
Fue  ministro de Educación de la Ciudad de Buenos Aires (2007-2009). Es miembro académico del Consejo Nacional de la Calidad de la Educación de la Argentina y del Consejo Asesor de la Organización de los Estados Iberoamericanos para la Educación, la Ciencia y la Cultura.

## Biografía
Nació en Buenos Aires el 10 de mayo de 1961. Es profesor para la enseñanza primaria recibido en el Instituto Superior del Profesorado Mariano Acosta,  doctor en Educación por la Universidade Estadual de Campinas, Brasil. Fue durante muchos años maestro en escuelas públicas de zonas pobres de Buenos Aires.

### Carrera como investigador
Realizó estudios de posgrados graduándose como magíster en Ciencias Sociales (FLACSO, Argentina) donde presentó una tesis, más tarde publicada como libro.
Se desempeñó como Profesor en la Universidad Nacional de Quilmes. Ha sido director del área de educación de la Universidad Torcuato Di Tella y desde 1999 hasta 2001 fue presidente de la  Sociedad Argentina de Historia de la Educación.
En 2006-2007 fue investigador visitante en la Universidad Harvard  En 2016 le concedieron el premio LASIG Outstanding Scholar Award (premio al Académico Sobresaliente), otorgado por la Comparative and International Educational Society Es el único latinoamericano galardonado con el Oustanding Scholar Award (Premio al Académico Sobresaliente) por LASIG-CIES en 2016

### Carrera política
Fue elegido diputado de la Ciudad Autónoma de Buenos Aires y el 10 de diciembre de 2007 asumió como Ministro de Educación de la Ciudad de Buenos Aires.
Entre las principales medidas se encuentra la introducción de la enseñanza del idioma inglés desde el primer año el plan de lectura denominado "Leer para Crecer" que incluía la distribución universal de tres libros de literatura por año a todos los chicos de escuelas públicas desde el preescolar hasta el último año de la escuela secundaria y una modificación en la normativa vigente denominada "Convivencia con límites", restableciendo la facultad de los profesores secundarios de imponer sanciones a los alumnos, facultad que antes tenían los Consejos de Convivencia, integrados también por los padres y alumnos, tal como había sido establecido por el gobierno de Fernando de la Rúa en 1998.
Al comenzar el invierno de 2008, se inició un movimiento de protestas y bloqueos de calles estudiantiles debido a la falta de calefacción en los colegios, en las cuales los estudiantes llevaban frazadas como símbolo del reclamo. Durante su gestión el presupuesto en educación bajo del para 2009 de un 25 por ciento a un 23,4 del PBI porteño. En tanto gasto en educación privada trepó un ciento por ciento entre 2006 y 2009, hubo disminución del presupuesto para infraestructura. Se subejecutó el presupuesto de su cartera durante 2008 y 2009 el 55 por ciento de los fondos destinados a infraestructura –unos 320 millones de pesos– no se utilizó.
También se denunció que su gestión reemplazó a 92 trabajadores cesanteados del Ministerio de Educación con 120 empleados que cobran sueldos superiores a los de sus antecesores y en su mayoría eran militantes del PRO.
En 2008, en la ciudad de Buenos Aires se dictaron menos de 180 días de clases, piso mínimo de días establecido como necesarios.Lo mismo había ocurrido en virtud de las tomas de escuelas secundarias en 2005,  que luego se reiterarían en años subsiguientes
Presentó su renuncia al cargo el 9 de diciembre de 2009 después de que la justicia penal, a través del juez Norberto Oyarbide lo imputara en una  causa judicial que se declararía completamente nula. Desde entonces ha vuelto a la producción académica sin actividad partidaria visible.

### Causa judicial nula
En 2009 Narodowski fue denunciado penalmente en el marco de la investigación de un delito de espionaje a ciudadanos, junto al Jefe de Gobierno Mauricio Macri y  otros funcionarios. El fiscal que investigó la causa fue Alberto Nisman, encargado de la investigación del atentado a la AMIA de 1994, bajo la supervisión del juez Norberto Oyarbide y la Sala I de la Cámara Nacional en lo Criminal y Correccional Federal, debido a que uno de los ciudadanos espiados era familiar de una personas asesinada en dicho acto terrorista.
El hecho fue cubierto por la prensa nacional e internacional.
La denuncia fue realizada por Sergio Burstein, familiar de una de las víctimas del atentado terrorista contra la Asociación Mutual Israelita Argentina (AMIA), en la que fueron asesinadas 85 personas. Con motivo de la denuncia de Burstein, el fiscal del caso AMIA Alberto Nisman solicitó la intervenido del teléfono de Burstein, a fin de detectar si era motivo de escuchas ilegales. La solicitud fue aceptada por el juez Oyarbide. Los investigadores sostenían que a su vez que Ciro James había sido contratado por el ministro Mariano Narodosky en la dependencia a su cargo.
A Narodowski se le imputó haber contratado al espía descubierto, fraguando un contrato de asesoría jurídico-educativa. El procesamiento de Narodowski y los demás acusados quedó firme en 2015 y la fecha de inicio del juicio fue fijada para el 7 de febrero de 2019.
El 4 de octubre de 2018, la Cámara Nacional de Casación Penal declaró nula la causa judicial, por ser una causa "viciada" y en "franca violación al Código Penal".

## Publicaciones
Ha publicado cientos de artículos en revistas científicas y de divulgación especializadas en ciencias sociales y educación entre las que se encuentran Journals del más alto nivel internacional.  Publica columnas en forma habitual en los diarios más importantes de Argentina: La Nación; Clarín y La Capital (Rosario).

### Libros
Narodowski, P. & Narodowski, M. (1988), La crisis laboral docente, Buenos Aires: Centro Editor de América Latina. Prólogo de Cecilia Braslavsky
Narodowski, M. (1990), Ser maestro en la Argentina, Buenos Aires: SUTEBA.
Narodowski, M. (1993), Especulación y castigo en la escuela secundaria, Tandil: Espacios en Blanco- Serie Investigaciones.
Narodowski, M., (1994), Infancia y poder. La conformación de la pedagogía moderna, Buenos Aires: Aique Grupo Editor (varias reediciones)
Narodowski, M. (1996), La escuela argentina de fin de siglo. Entre la informática y la merienda reforzada, Buenos Aires: Novedades Educativas.
Narodowski, M. & Martinez Boom, A.  (1996), Escuela, historia y poder. Miradas desde América Latina, Buenos Aires: Novedades Educativas. (varias reediciones).
Narodowski, M. (1999), Después de clase. Desencantos y desafíos de la escuela actual, Buenos Aires: Novedades Educativas. (varias reediciones)
Narodowski, M. (2001) Infança e Poder. Conformação da Pedagogia Moderna, São Paulo: Universidade de São Francisco.
Narodowski, M. (2001), Comenius e a Educação, Belo Horizonte: Autêntica, trad.: Alfredo Veiga Neto. 
Narodowski, M.  (2002), La Evaluación educativa en la Argentina. De los operativos nacionales a los boletines escolares, Buenos Aires: Prometeo 3010.
Narodowski, M., Nores, M. & Andrada, M. (2002), Nuevas tendencias en Políticas Educativas, Buenos Aires: Granica. (varias reediciones)
Narodowski, M. (2004), El desorden de la educación. Ordenado alfabéticamente, Buenos Aires: Prometeo.
Ospina, H. F.,  Narodowski, M.,  & Martínez Boom, A.  (2006), La escuela frente al límite. Actores emergentes y transformaciones estructurales. Contingencias e intereses, Buenos Aires: Novedades Educativas.
Narodowski, M., & Gomez Schetinni, M. (2007), Escuelas y familias. Problemas de diversidad y justicia social, Buenos Aires: Prometeo. 
Narodowski M., & Brailovsky, (2007) Dolor de escuela, Buenos Aires: Prometeo.
Narodowski, M. & Scialabba, A., (2012), ¿Cómo serán? El futuro de las escuelas y las nuevas tecnologías, Buenos Aires: Prometeo. 
Narodowski, M., Vinacur, T. & Alegre S. (2014) Los mejores maestros. Mitos, leyendas y realidades, Buenos Aires: Prometeo.
Narodowski, M. (2016) Un mundo sin adultos, Buenos Aires: Debate.
Narodowski, M (2018) El colapso de la Educación, Buenos Aires: Paidós.
Narodowski, M (2022) Futuros sin escuelas. Vol. 1 Tecnocapitalismo, impotencia reflexiva y Pansophia secuestrada, México: Puertabierta Ediciones.